# Sergio Pintor
Sergio Pintor (ur. 16 listopada 1937 w Oristano, zm. 27 grudnia 2020 tamże) – włoski duchowny rzymskokatolicki, w latach 2006–2012 biskup Ozieri.

## Życiorys
Święcenia kapłańskie przyjął 9 lipca 1961 i został inkardynowany do archidiecezji Oristano. Przez wiele lat pracował jako wykładowca na Papieskim Wydziale Teologicznym Sardynii. Był także m.in. ojcem duchownym seminarium w Oristano, wicedyrektorem krajowego wydziału katechetycznego oraz dyrektorem wydziału ds. duszpasterstwa służby zdrowia w Konferencji Episkopatu Włoch.
29 września 2006 został mianowany biskupem Ozieri. Sakrę biskupią otrzymał 8 grudnia 2006. 10 grudnia 2012 przeszedł na emeryturę.